# Semiothisa discorptata
Semiothisa discorptata är en fjärilsart som beskrevs av Heinrich Benno Möschler 1886. Semiothisa discorptata ingår i släktet Semiothisa och familjen mätare. Inga underarter finns listade i Catalogue of Life.